# Red Bull Air Race World Championship

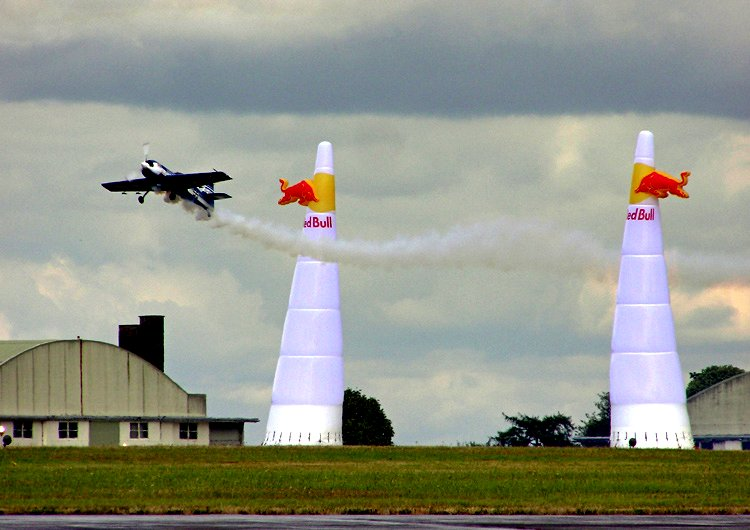
Jedne z zawodów Red Bull Air Race

Red Bull Air Race World Championship – międzynarodowe zawody rozgrywane od 2003 roku, stworzone i sponsorowane przez firmę Red Bull. Są wyścigami powietrznymi, które polegają na jak najszybszym przelocie pilota przez wyznaczoną trasę. Trasa przelotu składa się z bramek oraz kilku ewolucji jakie musi wykonać pilot. W wyścigach startuje 10 zespołów. Piloci występujący w tych zawodach latają na maszynach: Zivko Edge 540, MXR Technologies MX2, CAP 232 lub Extra 300.
Przed każdym wyścigiem finałowym rozgrywane są eliminacje w których startuje dwunastu zawodników. Do tak zwanej "super ósemki" przechodzi ośmiu pilotów z najlepszymi czasami. Pozostała czwórka z najgorszymi czasami przechodzi to tak zwanego "Point One", którego zwycięzca zajmuje dziewiąte miejsce w zawodach. Następnie podczas zawodów rozgrywane są ćwierćfinały ("super ósemka") w których ośmiu pilotów w 4 parach walczy o wejście do półfinału do którego przechodzi czterech pilotów. Półfinał to wyścigi dwóch par. Zwycięzca każdej pary przechodzi do finału natomiast przegrany z każdej pary przechodzi do tzw. "finału pocieszenia".
W lipcu 2014 roku, po raz pierwszy zawody Red Bull Air Race zostały rozegrane również w Polsce. Wydarzenie to miało miejsce nad wodami Zatoki Gdańskiej wzdłuż bulwaru nadmorskiego w Gdyni.
W maju 2019 roku Red Bull postanowił nie kontynuować Mistrzostw Świata Red Bull Air Race po sezonie 2019.

## System punktacji
System punktacji w Red Bull Air Race przedstawia się następująco:
| Miejsce | Liczba punktów |
| ------- | -------------- |
| 1.      | 25 punktów     |
| 2.      | 22 punktów     |
| 3.      | 20 punktów     |
| 4.      | 18 punktów     |
| 5.      | 14 punktów     |
| 6.      | 13 punktów     |
| 7.      | 12 punktów     |
| 8.      | 11 punktów     |
| 9.      | 5 punkt        |
| 10.     | 4 punkty       |
| 11.     | 3 punkty       |
| 12.     | 2 punkty       |
| 13      | 1 punkt        |
| 14.     | 0 punkt        |

## Zasady

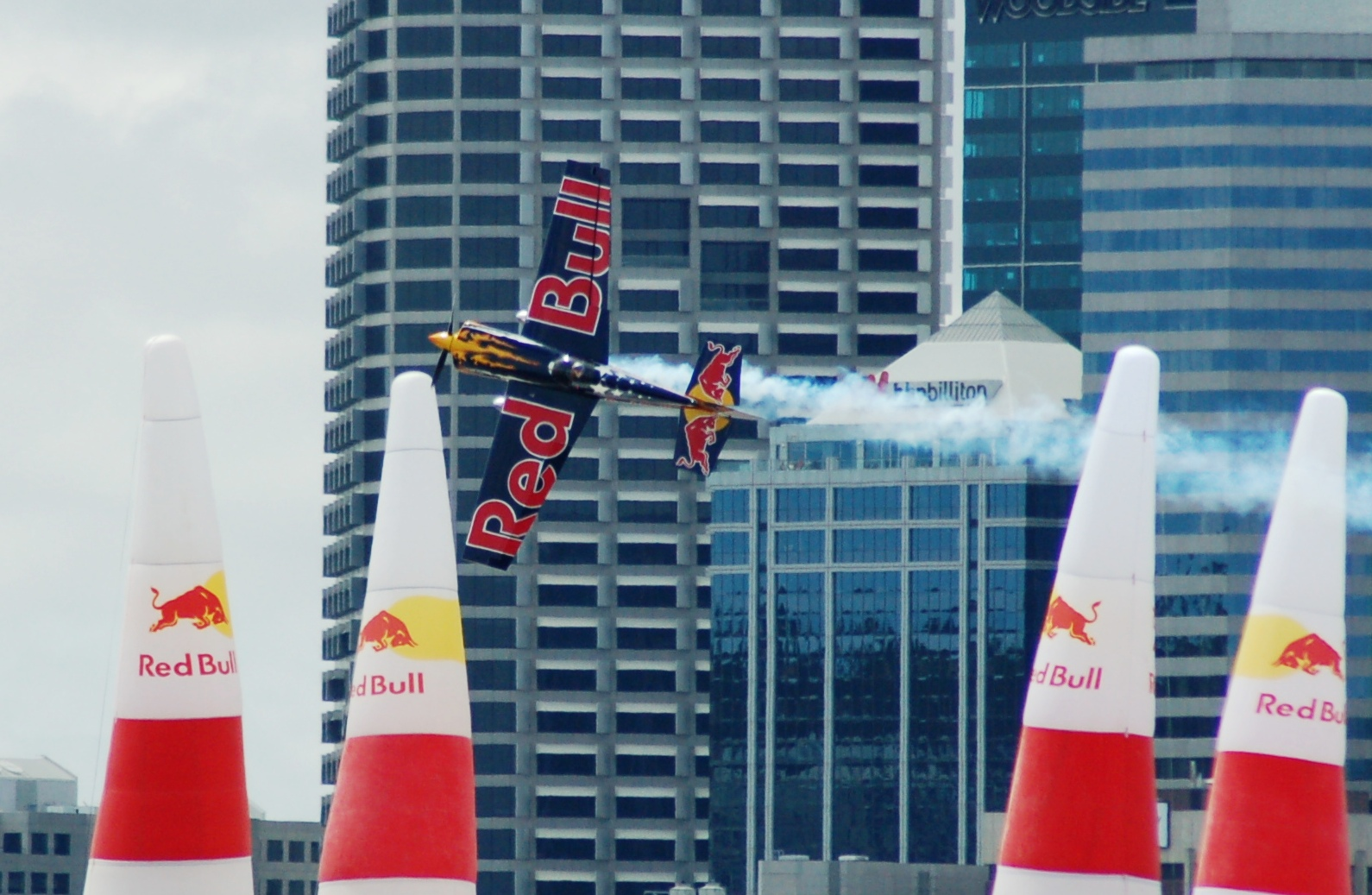
Kirby Chambliss podczas zawodów w Perth

Pilot musi przelecieć wyznaczoną trasę, której długość wynosi około 5 kilometrów. Trasa składa się z bramek o kolorze niebieskim i czerwonym. Bramki o kolorze niebieskim pilot przelatuje normalnie natomiast bramki o kolorze czerwonym pilot musi przelecieć bokiem (pod kątem 90 stopni od normalnego położenia).
Sędziowie zawodów w wypadku jakichkolwiek przewinień mogą nałożyć na pilota karę:
- dodanie 3 sekund do czasu przelotu[4],
- dodanie 10 sekund do czasu przelotu[4],
- dyskwalifikację[4].

## Wyniki poszczególnych sezonów

### Master Class
Paul Bonhomme trzykrotnie wygrywali sezon Red Bull Air Race World Series, Kirby Chambliss, Mike Mangold dwukrotnie. Péter Besenyei, Hannes Arch, Nigel Lamb, Matthias Dolderer i Yoshihide Muroya triumfowali po jednym razie.
| Rok                                      | 1. miejsce        | 2. miejsce       | 3. miejsce                |
| ---------------------------------------- | ----------------- | ---------------- | ------------------------- |
| 2003                                     | Péter Besenyei    | Klaus Schrodt    | Kirby Chambliss           |
| 2004                                     | Kirby Chambliss   | Péter Besenyei   | Steve Jones Klaus Schrodt |
| 2005                                     | Mike Mangold      | Péter Besenyei   | Kirby Chambliss           |
| 2006                                     | Kirby Chambliss   | Péter Besenyei   | Mike Mangold              |
| 2007                                     | Mike Mangold      | Paul Bonhomme    | Péter Besenyei            |
| 2008                                     | Hannes Arch       | Paul Bonhomme    | Kirby Chambliss           |
| 2009                                     | Paul Bonhomme     | Hannes Arch      | Matt Hall                 |
| 2010                                     | Paul Bonhomme     | Hannes Arch      | Nigel Lamb                |
| W latach 2011–2013 zawody nie odbyły się |                   |                  |                           |
| 2014                                     | Nigel Lamb        | Hannes Arch      | Paul Bonhomme             |
| 2015                                     | Paul Bonhomme     | Matt Hall        | Hannes Arch               |
| 2016                                     | Matthias Dolderer | Matt Hall        | Hannes Arch               |
| 2017                                     | Yoshihide Muroya  | Martin Šonka     | Pete McLeod               |
| 2018                                     | Martin Šonka      | Matt Hall        | Michael Goulian           |
| 2019                                     | Matt Hall         | Yoshihide Muroya | Martin Šonka              |

### Challenger Class
| Rok  | Mistrz          | Lider punktów   |
| ---- | --------------- | --------------- |
| 2014 | Petr Kopfstein  | François Le Vot |
| 2015 | Mikaël Brageot  | Mikaël Brageot  |
| 2016 | Florian Bergér  | Florian Bergér  |
| 2017 | Florian Bergér  | Florian Bergér  |
| 2018 | Łukasz Czepiela | Florian Bergér  |
| 2019 | Florian Bergér  | Florian Bergér  |

## Ranking zwycięstw
| Miejsce | Pilot             | Liczba zwycięstw |
| ------- | ----------------- | ---------------- |
| 1.      | Paul Bonhomme     | 19               |
| 2.      | Hannes Arch       | 11               |
| 3.      | Kirby Chambliss   | 10               |
| 4.      | Mike Mangold      | 9                |
| 5.      | Peter Besenyei    | 8                |
| 6.      | Matt Hall         | 6                |
| 7.      | Nicolas Ivanoff   | 5                |
| 7.      | Yoshihide Muroya  | 5                |
| 9.      | Matthias Dolderer | 3                |
| 9.      | Martin Sonka      | 3                |
| 11.     | Michael Goulian   | 2                |
| 11.     | Steve Jones       | 2                |
| 13.     | Nigel Lamb        | 1                |
| 13.     | Pete McLeod       | 1                |

| Miejsce | Pilot            | Liczba zwycięstw |
| ------- | ---------------- | ---------------- |
| 1.      | Daniel Ryfa      | 7                |
| 2.      | Florian Berger   | 5                |
| 3.      | Mikael Brageot   | 4                |
| 4.      | Łukasz Czepiela  | 3                |
| 4.      | Petr Kopfstein   | 3                |
| 4.      | Francois Le Vot  | 3                |
| 7.      | Cristian Bolton  | 2                |
| 7.      | Kevin Coleman    | 2                |
| 7.      | Halim Othman     | 2                |
| 10.     | Melanie Astles   | 1                |
| 10.     | Kenny Chiang     | 1                |
| 10.     | Claudius Spiegel | 1                |

## Miejsca rozgrywania zawodów
| Miejsce rozgrywania zawodów Red Bull Air Race World Series | Miejsce rozgrywania zawodów Red Bull Air Race World Series | Miejsce rozgrywania zawodów Red Bull Air Race World Series | Miejsce rozgrywania zawodów Red Bull Air Race World Series | Miejsce rozgrywania zawodów Red Bull Air Race World Series | Miejsce rozgrywania zawodów Red Bull Air Race World Series | Miejsce rozgrywania zawodów Red Bull Air Race World Series | Miejsce rozgrywania zawodów Red Bull Air Race World Series | Miejsce rozgrywania zawodów Red Bull Air Race World Series | Miejsce rozgrywania zawodów Red Bull Air Race World Series | Miejsce rozgrywania zawodów Red Bull Air Race World Series | Miejsce rozgrywania zawodów Red Bull Air Race World Series | Miejsce rozgrywania zawodów Red Bull Air Race World Series | Miejsce rozgrywania zawodów Red Bull Air Race World Series | Miejsce rozgrywania zawodów Red Bull Air Race World Series |
| Kraj                                                       | Miejsce                                                    | Sezon                                                      | Sezon                                                      | Sezon                                                      | Sezon                                                      | Sezon                                                      | Sezon                                                      | Sezon                                                      | Sezon                                                      | Sezon                                                      | Sezon                                                      | Sezon                                                      | Sezon                                                      | Sezon                                                      |
| ---------------------------------------------------------- | ---------------------------------------------------------- | ---------------------------------------------------------- | ---------------------------------------------------------- | ---------------------------------------------------------- | ---------------------------------------------------------- | ---------------------------------------------------------- | ---------------------------------------------------------- | ---------------------------------------------------------- | ---------------------------------------------------------- | ---------------------------------------------------------- | ---------------------------------------------------------- | ---------------------------------------------------------- | ---------------------------------------------------------- | ---------------------------------------------------------- |
| Kraj                                                       | Miejsce                                                    | 2003                                                       | 2004                                                       | 2005                                                       | 2006                                                       | 2007                                                       | 2008                                                       | 2009                                                       | 2010                                                       | 2014                                                       | 2015                                                       | 2016                                                       | 2017                                                       | 2018                                                       |
| Australia                                                  | Swan River, Perth                                          |                                                            |                                                            |                                                            | 9                                                          | 12                                                         | 10                                                         |                                                            | 2                                                          |                                                            |                                                            |                                                            |                                                            |                                                            |
| Austria                                                    | Zeltweg                                                    | 1                                                          |                                                            | 3                                                          |                                                            |                                                            |                                                            |                                                            |                                                            | 8                                                          | 6                                                          | 2                                                          |                                                            |                                                            |
| Austria                                                    | Wiener Neustadt                                            |                                                            |                                                            |                                                            |                                                            |                                                            |                                                            |                                                            |                                                            |                                                            |                                                            |                                                            |                                                            | 6                                                          |
| Brazylia                                                   | Rio de Janeiro                                             |                                                            |                                                            |                                                            |                                                            | 2                                                          |                                                            |                                                            | 3                                                          |                                                            |                                                            |                                                            |                                                            |                                                            |
| Chiny                                                      | Kunshan                                                    |                                                            |                                                            |                                                            |                                                            |                                                            |                                                            |                                                            |                                                            |                                                            |                                                            |                                                            |                                                            |                                                            |
| Chorwacja                                                  | Rovinj                                                     |                                                            |                                                            |                                                            |                                                            |                                                            |                                                            |                                                            |                                                            | 2                                                          | 3                                                          |                                                            |                                                            |                                                            |
| Francja                                                    | Cannes                                                     |                                                            |                                                            |                                                            |                                                            |                                                            |                                                            |                                                            |                                                            |                                                            |                                                            |                                                            |                                                            | 2                                                          |
| Niemcy                                                     | Berlin                                                     |                                                            |                                                            |                                                            | 3                                                          |                                                            |                                                            |                                                            |                                                            |                                                            |                                                            |                                                            |                                                            |                                                            |
| Niemcy                                                     | Lausitz                                                    |                                                            |                                                            |                                                            |                                                            |                                                            |                                                            |                                                            | 6                                                          |                                                            |                                                            | 6                                                          | 7                                                          |                                                            |
| Irlandia                                                   | Rock of Cashel                                             |                                                            |                                                            | 4                                                          |                                                            |                                                            |                                                            |                                                            |                                                            |                                                            |                                                            |                                                            |                                                            |                                                            |
| Japonia                                                    | Chiba                                                      |                                                            |                                                            |                                                            |                                                            |                                                            |                                                            |                                                            |                                                            |                                                            | 2                                                          | 3                                                          | 3                                                          | 3                                                          |
| Kanada                                                     | Windsor                                                    |                                                            |                                                            |                                                            |                                                            |                                                            |                                                            | 3                                                          | 4                                                          |                                                            |                                                            |                                                            |                                                            |                                                            |
| Malezja                                                    | Putrajaya                                                  |                                                            |                                                            |                                                            |                                                            |                                                            |                                                            |                                                            |                                                            | 3                                                          |                                                            |                                                            |                                                            |                                                            |
| Meksyk                                                     | Acapulco, Guerrero                                         |                                                            |                                                            |                                                            |                                                            | 11                                                         |                                                            |                                                            |                                                            |                                                            |                                                            |                                                            |                                                            |                                                            |
| Holandia                                                   | Rotterdam                                                  |                                                            |                                                            | 2                                                          |                                                            |                                                            | 5                                                          |                                                            |                                                            |                                                            |                                                            |                                                            |                                                            |                                                            |
| Polska                                                     | Gdynia                                                     |                                                            |                                                            |                                                            |                                                            |                                                            |                                                            |                                                            |                                                            | 4                                                          |                                                            |                                                            |                                                            |                                                            |
| Portugalia                                                 | Porto                                                      |                                                            |                                                            |                                                            |                                                            | 9                                                          | 8                                                          | 5                                                          |                                                            |                                                            |                                                            |                                                            | 6                                                          |                                                            |
| Rosja                                                      | Petersburg                                                 |                                                            |                                                            |                                                            | 4                                                          |                                                            |                                                            |                                                            |                                                            |                                                            |                                                            |                                                            |                                                            |                                                            |
| Rosja                                                      | Kazań                                                      |                                                            |                                                            |                                                            |                                                            |                                                            |                                                            |                                                            |                                                            |                                                            |                                                            |                                                            | 5                                                          | 6                                                          |
| Hiszpania                                                  | Barcelona                                                  |                                                            |                                                            |                                                            | 2                                                          | 5                                                          | 9                                                          | 6                                                          |                                                            |                                                            |                                                            |                                                            |                                                            |                                                            |
| Szwajcaria                                                 | Interlaken, Berno                                          |                                                            |                                                            |                                                            |                                                            | 6                                                          |                                                            |                                                            |                                                            |                                                            |                                                            |                                                            |                                                            |                                                            |
| Szwecja                                                    | Sztokholm                                                  |                                                            |                                                            |                                                            |                                                            |                                                            | 4                                                          |                                                            |                                                            |                                                            |                                                            |                                                            |                                                            |                                                            |
| Turcja                                                     | Stambuł                                                    |                                                            |                                                            |                                                            | 5                                                          | 4                                                          |                                                            |                                                            |                                                            |                                                            |                                                            |                                                            |                                                            |                                                            |
| Węgry                                                      | Budapeszt                                                  | 2                                                          | 2                                                          | 6                                                          | 6                                                          | 8                                                          | 7                                                          | 4                                                          |                                                            |                                                            | 4                                                          | 4                                                          | 4                                                          | 4                                                          |
| Zjednoczone Emiraty Arabskie                               | Abu Zabi                                                   |                                                            |                                                            | 1                                                          | 1                                                          | 1                                                          | 1                                                          | 1                                                          | 1                                                          | 1                                                          | 1                                                          | 1                                                          | 1                                                          | 1                                                          |
| Wielka Brytania                                            | Ascot                                                      |                                                            |                                                            |                                                            |                                                            |                                                            |                                                            |                                                            |                                                            | 5                                                          | 5                                                          | 5                                                          |                                                            |                                                            |
| Wielka Brytania                                            | Longleat                                                   |                                                            |                                                            | 5                                                          | 7                                                          |                                                            |                                                            |                                                            |                                                            |                                                            |                                                            |                                                            |                                                            |                                                            |
| Wielka Brytania                                            | RAF Kemble                                                 |                                                            | 1                                                          |                                                            |                                                            |                                                            |                                                            |                                                            |                                                            |                                                            |                                                            |                                                            |                                                            |                                                            |
| Wielka Brytania                                            | Tamiza, Londyn                                             |                                                            |                                                            |                                                            |                                                            | 7                                                          | 6                                                          |                                                            |                                                            |                                                            |                                                            |                                                            |                                                            |                                                            |
| Stany Zjednoczone                                          | Las Vegas                                                  |                                                            |                                                            |                                                            |                                                            |                                                            |                                                            |                                                            |                                                            | 7                                                          | 8                                                          | 8                                                          |                                                            |                                                            |
| Stany Zjednoczone                                          | Dallas                                                     |                                                            |                                                            |                                                            |                                                            |                                                            |                                                            |                                                            |                                                            | 1                                                          |                                                            |                                                            |                                                            |                                                            |
| Stany Zjednoczone                                          | Indianapolis                                               |                                                            |                                                            |                                                            |                                                            |                                                            |                                                            |                                                            |                                                            |                                                            |                                                            | 7                                                          | 8                                                          | 7                                                          |
| Stany Zjednoczone                                          | Monument Valley                                            |                                                            |                                                            |                                                            |                                                            | 3                                                          |                                                            |                                                            |                                                            |                                                            |                                                            |                                                            |                                                            |                                                            |
| Stany Zjednoczone                                          | Reno                                                       |                                                            | 3                                                          |                                                            |                                                            |                                                            |                                                            |                                                            |                                                            |                                                            |                                                            |                                                            |                                                            |                                                            |
| Stany Zjednoczone                                          | San Diego                                                  |                                                            |                                                            |                                                            |                                                            | 10                                                         | 2                                                          | 2                                                          |                                                            |                                                            |                                                            |                                                            | 2                                                          |                                                            |
| Stany Zjednoczone                                          | San Francisco                                              |                                                            |                                                            | 7                                                          | 8                                                          |                                                            |                                                            |                                                            |                                                            |                                                            |                                                            |                                                            |                                                            |                                                            |
| Stany Zjednoczone                                          | Texas                                                      |                                                            |                                                            |                                                            |                                                            |                                                            |                                                            |                                                            | 6                                                          | 7                                                          |                                                            |                                                            |                                                            | 8                                                          |
| Stany Zjednoczone                                          | Detroit                                                    |                                                            |                                                            |                                                            |                                                            |                                                            | 3                                                          |                                                            |                                                            |                                                            |                                                            |                                                            |                                                            |                                                            |
| Stany Zjednoczone                                          | New York                                                   |                                                            |                                                            |                                                            |                                                            |                                                            |                                                            |                                                            | 5                                                          |                                                            |                                                            |                                                            |                                                            |                                                            |